# Hypancistrocerus advena
Hypancistrocerus advena är en stekelart som först beskrevs av Henri Saussure 1856.  Hypancistrocerus advena ingår i släktet Hypancistrocerus och familjen Eumenidae. Inga underarter finns listade i Catalogue of Life.